# Linie následnictví jordánského trůnu
Následnictví jordánského  trůnu užívá jako systému určení následnictví trůnu salické právo. Následníkem trůnu a králem se může stát pouze mužský potomek krále Abdalláha I., muslimského vyznání, tj. ženy a jejich potomci jsou podle muslimských zvyků úplně vyloučeny z následnictví trůnu. 
Následnický jordánské koruny upravuje článek 28 jordánské ústavy z roku 1952. Nicméně král má právo jmenovat následníkem trůnu některého ze svých bratrů. Pokud nebyli žádní královi příbuzní , kteří jsou potomky prvního krále Abdalláha I. může parlament určit a zvolit králem některého ze vzdálenějších králových příbuzných, kteří jsou potomky Husajna ibn Alího al-Hášimího z rodu Hášimovců.

## Současná linie následnictví
Linie následnictví jordánského trůnu je následující:
- JV král Abdalláh I. (1882-1951)
  -  JV král Talal I. (1909-1972)
    -  JV král Husajn I. (1935-1999)
      -  JV král Abdalláh II. (*1962)
        - (1) Jkv Husajn, korunní princ (*1994)
        - (2) Jkv princ Hášim (*2005)

      - (3) Jkv princ Fajsal (*1963)
        - (4) Jkv princ Omar (*1993)

      - (5) Jkv princ Alí (*1975)
        -  (6) Jkv princ Abdalláh (*2007)

      - (7) Jkv princ Hamza (b. 1980)
      -  (8) Jkv princ Hášim (*1981)

    - (9) Jkv princ Muhammad (*1940)
      - (10) Jkv princ Talal (*1965)
        - (11) Jkv princ Husajn (*1999)
        - (12) Jkv princ Muhammad (*2001)

      - (13) Jkv princ Ghazi (*1966)
        - (14) Jkv princ Abdalláh (*2001)

    - (15) Jkv princ Hassan (*1947)
      - (16) Jkv princ Rašíd (*1979)
        - (17) Jkv princ Hassan (b. 2013)

  - Jkv princ Naif (1914-1983)
    - (18) Jkv princ Alí (*1941)
      - (19) Jkv princ Muhammad (*1979)
        - (20) Jkv princ Hamza (*2007)

      - (21) Jkv princ Jaafar (*2007)

    - (22) Jkv princ Asem (*1948)
      - (23) Jkv princ Naif (*1998)